# Bergenia emeiensis
Bergenia emeiensis és una espècie de planta del gènere que pertany a la família de les Saxifragàcies. La planta es troba a Sichuan (Xina). Va ser descrita per C.Y. Wu i publicat a Acta Phytotaxonomica Sinica 26(2): 124, pl. 1, f. 8–12. 1988.